# Calligonum caput-medusae
Calligonum caput-medusae Schrenk – gatunek rośliny z rodziny rdestowatych (Polygonaceae Juss.). Występuje naturalnie w Kazachstanie, Turkmenistanie oraz Chinach (w prowincji Gansu, a także regionach autonomicznych Ningxia i Sinciang). 

## Morfologia
PokrójZrzucający liście krzew dorastający do 1–3 m wysokości.
LiścieO blaszce liściowej równowąskiej, zaostrzonej, o długości 2 mm.
KwiatyZebrane po 2–3 w pęczki w kątach pędów. Listki okwiatu owalne, barwy purpurowej, mierzą do 2–3 mm długości.
OwoceNiemal kuliste, o średnicy ok. 13 mm.

## Biologia i ekologia
Rośnie na stepach, pustyniach oraz wydmach. Występuje na wysokości do 900 m n.p.m. Kwitnie od kwietnia do maja, natomiast owoce dojrzewają od maja do czerwca.